# Ausbildungsförderwerk Garten-, Landschafts- und Sportplatzbau
Das Ausbildungsförderwerk Garten-, Landschafts- und Sportplatzbau e.V. (AuGaLa) wurde 1977 durch tarifvertragliche Vereinbarung zwischen dem Bundesverband Garten-, Landschafts- und Sportplatzbau (BGL) und der Industriegewerkschaft Bauen-Agrar-Umwelt (IG Bau) gegründet und hat seinen Sitz im Haus der Landschaft in Bad Honnef. Hauptziel des AuGaLa ist es, durch ein umfassendes Leistungsangebot die Ausbildungsbereitschaft der ausbildungsumlagepflichtigen Betriebe zu erhöhen und damit sowohl die Zahl der Ausbildungsplätze als auch die Nachfrage nach diesen zu vergrößern. Um dieses Ziel zu erreichen, werden die Ausbildungsbetriebe durch anteilige Übernahme der Ausbildungskosten und durch Nachwuchswerbung finanziell gefördert.
Die Kosten für die Förderung werden auf alle Betriebe im Garten-, Landschafts- und Sportplatzbau (kurz GaLaBau) verteilt. Die monatliche Umlage beträgt 0,8 Prozent der Bruttolohnsumme. Im Jahre 2017 erbrachten knapp 17.700 Betriebe einen Etat in Höhe von 15,05 Millionen Euro.
Die Verwendung des Gesamtmittelaufkommens wird von den Gremien des AuGaLa beschlossen. Die Fördermaßnahmen werden folgendermaßen eingesetzt:
- 42 % für die Kosten der überbetrieblichen Ausbildung. Dazu gehören Lehrgangsgebühren, Kosten für Übernachtungen und Verpflegung, Sachkosten und die Reisekosten der Auszubildenden (im Rahmen der vorhandenen Mittel)
- 30 % für die Erstattungszahlungen an die Ausbildungsbetriebe. Dem Betrieb wird je Auszubildendem (neben den Pflanzenbüchern, Broschüren und Betriebsheften) die anteilige Ausbildungsvergütung für Zeiten der überbetrieblichen Ausbildung und der Berufsschule erstattet (nach Beschluss der Gremien). Die durchschnittliche Erstattung pro Auszubildendem beträgt 4.841 Euro (Grundlage 2017)
- 21 % für die Nachwuchswerbung und Öffentlichkeitsarbeit. Dazu gehören der Einsatz von Referenten für Nachwuchswerbung, die Erstellung von Werbemitteln für die Nachwuchswerbung und die individuelle Beratung der Betriebe
- 2 % für die Weiterbildung der Ausbilder. Das AuGaLa bietet einen Informationsdienst und Seminare zur Weiterbildung der Ausbilder sowie Ausbilderfachtagungen für den Garten- und Landschaftsbau an
- 5 % für die Verwaltung des AuGaLa

## Aus- und Weiterbildung
Die Ausbildung zum Landschaftsgärtner dauert drei Jahre und orientiert sich am Dualen System der Berufsausbildung (Duale Ausbildung). Zusätzlich werden spezielle Ausbildungsinhalte in der überbetrieblichen Ausbildung vermittelt, wie z. B. der Umgang mit der Motorsäge oder Natursteinbe- bzw. -verarbeitung.
Nach einigen Jahren Berufspraxis ist es möglich, sich zum Meister oder Techniker fortzubilden. Des Weiteren bieten einige Hochschulen Bachelor- und Masterstudiengänge im Landschaftsbau an.